# Garrett Pilon
Garrett Pilon, född 13 april 1998, är en amerikansk-kanadensisk professionell ishockeyforward som är kontrakterad till Washington Capitals i National Hockey League (NHL) och spelar för Hershey Bears i American Hockey League (AHL). Han har tidigare spelat för Kamloops Blazers och Everett Silvertips i United States Hockey League (USHL).
Pilon draftades av Washington Capitals i tredje rundan i 2016 års draft som 87:e spelare totalt.
Han är son till Rich Pilon, som spelade själv i NHL mellan 1988 och 2002.

## Statistik
| 2011–2012  | Saskatoon Outlaws        |            | 38  | 17 | 46  | 63  | 6  | —  | —  | —  | —  | —  |
| 2012–2013  | West Central Wheat kings |            | 27  | 24 | 28  | 52  | 16 | 3  | 1  | 4  | 5  | 0  |
| 2013–2014  | Saskatoon Contacts       | SMAAAHL    | 43  | 10 | 19  | 29  | 10 | 3  | 2  | 0  | 2  | 0  |
| 2014–2015  | Saskatoon Contacts       | SMAAAHL    | 44  | 30 | 57  | 87  | 40 | 4  | 1  | 4  | 5  | 2  |
| 2015–2016  | Kamloops Blazers         | WHL        | 71  | 15 | 32  | 47  | 24 | 7  | 2  | 1  | 3  | 0  |
| 2016–2017  | Kamloops Blazers         | WHL        | 67  | 20 | 45  | 65  | 20 | 6  | 1  | 3  | 4  | 6  |
|            | Hershey Bears            | AHL        | —   | —  | —   | —   | —  | 1  | 0  | 0  | 0  | 0  |
| 2017–2018  | Kamloops Blazers         | WHL        | 39  | 18 | 26  | 44  | 34 | —  | —  | —  | —  | —  |
|            | Everett Silvertips       | WHL        | 30  | 16 | 20  | 36  | 14 | 22 | 11 | 17 | 28 | 8  |
| 2018–2019  | Hershey Bears            | AHL        | 71  | 10 | 23  | 33  | 12 | 9  | 0  | 5  | 5  | 0  |
| 2019–2020  | Hershey Bears            | AHL        | 61  | 18 | 18  | 36  | 17 | —  | —  | —  | —  | —  |
| 2020–2021  | Washington Capitals      | NHL        | 1   | 0  | 0   | 0   | 0  | —  | —  | —  | —  | —  |
|            | Hershey Bears            | AHL        | 14  | 4  | 12  | 16  | 4  | —  | —  | —  | —  | —  |
| NHL totalt | NHL totalt               | NHL totalt | 1   | 0  | 0   | 0   | 0  | —  | —  | —  | —  | —  |
| AHL totalt | AHL totalt               | AHL totalt | 146 | 32 | 53  | 85  | 33 | 10 | 0  | 5  | 5  | 0  |
| WHL totalt | WHL totalt               | WHL totalt | 207 | 69 | 123 | 192 | 92 | 35 | 14 | 21 | 35 | 14 |